# Lista de pessoas embarcadas com a família real para o Brasil em 1807
A família real embarcara desde o dia 27 de novembro, tomando-se a bordo as últimas decisões. No dia 28 de novembro não foi possível levantar ferros porque o vento soprava do Sul.

## A esquadra

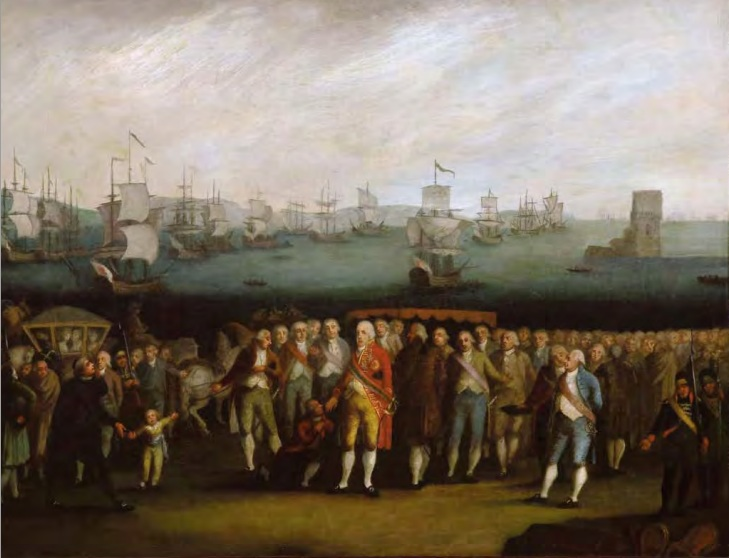
Embarque da Família Real Portuguesa

A esquadra portuguesa, que saiu do porto de Lisboa em 29 de novembro de 1807, ia comandada pelo vice-almirante Manuel da Cunha Souto Maior. Integravam-na as seguintes embarcaçõesː
Naus:
- Príncipe Real – Comandante: capitão de mar e guerra Francisco José do Canto e Castro Mascarenhas.
- Dom João de Castro – Comandante: capitão de mar e guerra D. Manuel João Loccio.
- Afonso de Albuquerque – Comandante: capitão de mar e guerra Inácio da Costa Quintela.
- Rainha de Portugal – Comandante: capitão de mar e guerra Francisco Manuel Souto Maior.
- Medusa – Comandante: capitão de mar e guerra Henrique da Fonseca de Sousa Prego.
- Príncipe do Brasil – Comandante: capitão de mar e guerra Francisco de Borja Salema Garção.
- Conde Dom Henrique – Comandante: capitão de mar e guerra José Maria de Almeida.
- Martim de Freitas – Comandante: capitão de mar e guerra D. Manuel de Meneses.

Fragatas:
- Minerva – Comandante: capitão de mar e guerra Rodrigo José Ferreira Lobo.
- Golfinho – Comandante: capitão de fragata Luís da Cunha Moreira.
- Urânia – Comandante: capitão de fragata D. João Manuel.

Brigues:
- Lebre – Comandante: capitão de mar e guerra Daniel Thompson.
- Voador – Comandante: capitão de fragata Maximiliano de Sousa.
- Vingança – Comandante: capitão de fragata Diogo Nicolau Keating.

Escunas:
- Furão – Comandante: capitão-tenente Joaquim Martins.
- Curiosa – Comandante: primeiro-tenente Isidoro Francisco Guimarães.